# Ford L-Serie
Die Ford L-Serie ist eine Reihe schwerer Lastkraftwagen (Lkw), die von der Ford Motor Company zwischen 1970 und 1998 gebaut wurden. Produziert wurden sie in einem neuen Werk, dem Kentucky-Lkw-Werk in der Nähe von Louisville (Kentucky). Das Werk verschaffte der Serie die Spitznamen Ford Louisville Line und Louisville Plant. Die Linie wurde eine der beliebtesten Serien, die Ford Trucks jemals produzierte.
Diese Hochleistungs-Lkw ersetzten die kurzlebige, konventionelle Ford N-Serie und die Heavy-Duty-Trucks der Ford F-Serie (nicht aber die mittelschweren F-Series-Trucks, die auch heute noch in Produktion sind) sowie die damit verbundene Ford T-Serie.

## Modellbezeichnungen
Die Bezeichnung L-Serie stand für den Basis-Lkw. Bezeichnungen für andere Varianten sind nachfolgend aufgeführt:
- LT = Tandemachse.
- LN = Short Nose (kompakte Haube), gleicher Radstand wie LS, aber kürzere Motorhaube.
- LNT = Short Nose Tandem Achse.
- LS = Vorderachse weiter hinten montiert und kürzerer Radstand als L-Serie.
- LTS = Vorderachse weiter hinten montiert, mit Tandem-Hinterachse.
- LTL = Sattelzugmaschine mit Langhauber-Kabine.
- Aeromax = Aerodynamik Version der L-Serie.

## Design

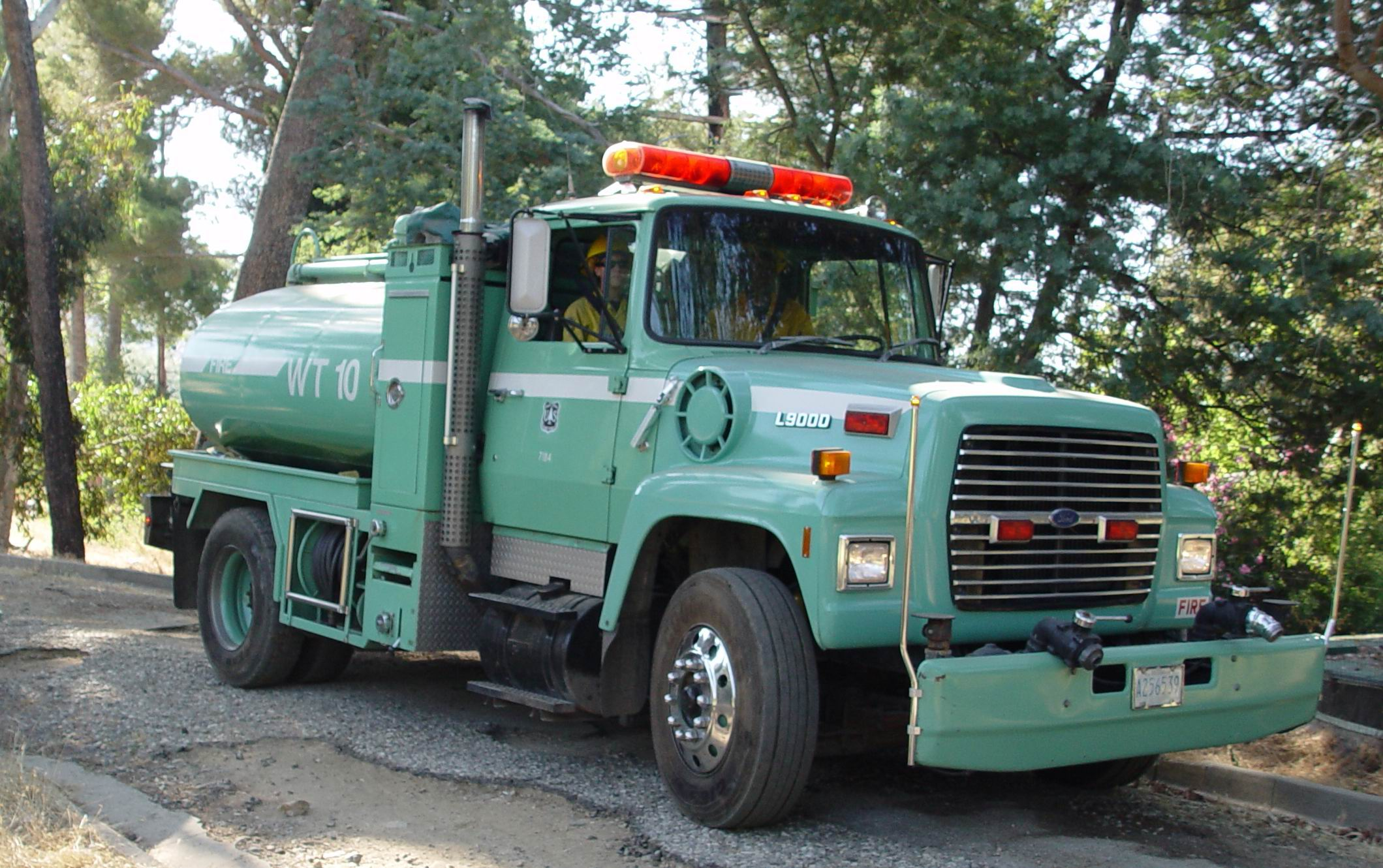
Ford L-9000 im Einsatz als Wasserwagen

Das Design der Ford L-Serie beeinflusste auch andere Ford-Modelle. So hatten die 1972 vorgestellten Ford Torino und Ford Ranchero einen hexagonalen Kühlergrill, der demjenigen der L-Serie glich. 1974 erbte die W-Serie den verchromten L-Serie Kühlergrill. Der 1978 vorgestellte Ford F-100 Pickup bekam ebenfalls den hexagonalen Kühlergrill.
1996 wurde die L-Serie neu gestaltet mit einer geneigten Windschutzscheibe und abgerundeten vorderen Konturen, dabei entfiel auch das hexagonale vordere Profil. Zudem gab es keine Modelle mehr mit weiter hinten montierten Vorderachsen. Diese wurden wieder hergestellt, als die gesamte schwere Lkw-Sparte an Freightliner verkauft wurde und die L-Serie als Sterling Trucks vermarktet wurde.

## LTL-9000
1976 fügte Ford den LTL-9000 zum Programm hinzu. Dieser war speziell als Baufahrzeug konzipiert und erhielt zwei Jahre später einen eigenen Kühlergrill sowie eine eigene Scheinwerferanordnung.

## Aeromax
Der AeroMax erschien 1988 und war grundlegend ein Standard L-Serie-Lkw. Beim Aeromax wurden Innovationen in der Aerodynamik eingeführt. Er hatte eine weiter hinten montierte Vorderachse, tief ins Radhaus reichende vordere Kotflügel und eine glattere voll verkleidete Frontstoßstange, neben anderen kleineren Veränderungen. Die ersten Modelle wurden als Aeromax 9000 bekannt und später als Aeromax 120 und Aeromax 106 vermarktet. Nach der Überarbeitung der L-Serie 1996 wurden sie als Aeromax 9500 angeboten.

## Produktionsende als Ford
Kurz nach Überarbeitung der L-Serie verkaufte Ford Ende 1996 seine gesamte schwere Lkw-Sparte an Freightliner, die ein ehemaliger Geschäftsbereich der White Motor Company war. Die L-Serie wurde mittels Badge-Engineering als Sterling Trucks von Freightliner produziert und vermarktet.